# Maczki Valér
Maczki Valér Ignác (Matzke) (Eger (Heves vármegye), 1847. december 30. – Eger, 1921. december 4.) bölcseleti doktor, ciszterci rendi áldozópap és tanár.

## Élete
Matzke Ignác és Dadai Nagy Anna fiaként született, iskoláit szülővárosában végezte. 1864. szeptember 17-én lépett a rendbe. Újoncéve elteltével a zirci hittudományi intézetben hallgatta a teológiát, azután 1869. augusztus 27-én fogadalmat tett. 1869-70-ben a bölcseleti kar hallgatója volt a budapesti egyetemen. 1870. augusztus 2-án pappá szentelték Veszprémben. ű1870-71-ben segédlelkész volt Hercegfalván. 1871-ben Pécsre került mint főgimnáziumi tanár és ugyanott 1875-től a püspöki joglíceumban tanította a bölcseleti erkölcstant és a művelődéstörténetet. 1876-ban bölcseletdoktori oklevelet szerzett.ű 1877-ben főgimnáziumi tanár lett Egerben, ahol az érseki joglíceumban egyúttal a bölcseleti erkölcstant is tanította; 1889-1890-ben főgymnasiumi tanár Pécsett, 1890-től ismét Egerben. A város irodalmi, zenei és társadalmi életében is szerepet vitt.

## Írásai
Cikkei a ciszterci-rend pécsi főgimnáziumának Értesítőjében (1873. Bölcsészet és élet); a ciszterczi-rend egri főgymnasiumának Értesítőjében (1879. Az optimismus birálata, 1883. Leibnitz és a keleti kérdés, 1886. Beszéd az önképzőköri díszgyűlésen, 1888. Beszéd az önképzőköri zárgyűlésen, 1892. A regény dialektikája, ism. Egy. Philol. Közlöny 1893., 1894. Adalék a magyar irodalomtörténet elméletéhez, ism. Egyet. Philol. Közlöny, Irodalomtört. Közlem. 1895.); a Közoktatásban (1884. Bitóhumor. Válasz, fegyelmezésül Bihari Péternek, Bihari úr kegyelemdöfése); a Magyar Philosophiai Szemlében (1885. A Magyar Philosophiai Szemle feladata. Válasz Böhm Károly úrnak, Horváth Cyrill és a philosophia, 1886. Egy kis philosophiai nyelvőrösködés); az Eger és Vidékében (1886. Beszéd Szvorényi József jubileumán, 1889. a Karácsonyfa cz. mellékletben Csak magyarul, 1890. a Télizöld cz. mell. Magyarosodás, 1892. Két mese); az Egerben (1886. A «Merengőben», 1888. Invenimus ecclesiam splendidam, 1891. Reményi elé! Egy lap az egri dalkör fejlődéstörténetéből, 1893. Egy új-csillag); a Bölcseleti Folyóiratban (1889. Az ősnemzés kérdésének szinvonala két évtized előtt, 1893. Egy kis anthropologiai szemlélődés); a Hevesmegyei Hirlapban (1893. Egy pillantás társadalmi életünkre, Budapest és a provincia, Sétáljunk! Értesítés a fiumei országos dalversenyről, Nepotismus és munka, Az utcza, Még nem késő, Csak dohánygyár, Eger és Pápa, hogy áll a dohánygyár ügye? Sovinismus, Samassa József, Eger érseke, Zenei élet városunkban, A gyertya a véka alatt, Nyilt kérdés nem tollharcz, Kossuth olvastakor, Érdekeinkről, Jókairól); a Zenelapban (1892. Lányi Ernő); a Zeneirodalmi Szemlében (1894. Lányi Ernőről); a Kath. Szemlében (1898. Néhány szó Kandra Kabos Magyar Mythologiája érdekében és Giesswein észrevétele.)

## Munkái
- Költészettan. Irta Maczke Valer. Bpest, 1876 (ism. Philol. Közlöny és Országos Tanáregylet Közlönye 1876-77)
- Tudás és hivés. Bölcselmi értekezés. Pécs, 1876
- Bölcselmi értekezések. Eger, 1881
- A bölcselés előtana. A lélektan és logika elemei. Uo. 1887
- Adalék a magyar lira jellegéhez. Uo. 1891
- A bölcselet rövid előtana. Iskolai használatra. Uo. 1892
- Egy nemzeti bűnünk. Felolvasta az egri önkéntes tűzoltók estéjén 1894. febr. 1. Uo. 1894
- Eger városa és a magyar irodalom. Az egri általános iparos ifjuság olvasó köre 1894. márcz. 4. estéjén felolvasta. Uo.
- Népszerű felolvasások a magyar irodalom köréből. Uo. 1894 (ism. Kath. Szemle 1895. és az egri Irodalmi Szemle)